# كلية جانجا سينغ
كلية جانجا سينغ هي كلية جامعية في تشابرا ، بيهار . 

## تاريخ
تأسست الكلية عام 1966 

## الإدارات
- الفنون
  - الهندية
  - الأردية
  - الانجليزية
  - فلسفة
  - اقتصاديات
  - العلوم السياسية
  - تاريخ
  - علم النفس
- علوم
  - الرياضيات
  - الفيزياء
  - كيمياء
  - علم الحيوان
  - علم النبات

## روابط خارجية
- موقع جامعة جاي براكاش نسخة محفوظة 2009-08-17 على موقع واي باك مشين.